# Scooby-Doo! spotyka ducha łasucha
Scooby-Doo! spotyka ducha łasucha (ang. Scooby-Doo! and the Gourmet Ghost) – 35. film animowany i 30. pełnometrażowy film z serii Scooby Doo z roku 2018. Następca filmu Scooby-Doo! i Batman: Odważniaki i straszaki.

## Opis filmu
Tym razem Brygada Detektywa dołącza do drużyny superkucharza i gospodarza telewizyjnego show Bobby’ego Flaya. Wspólnie w otoczeniu najsmaczniejszych przekąsek będą się starali rozwiązać zagadkę czerwonego ducha.

## Wersja polska
Dystrybucja na terenie Polski: Galapagos Films

Wersja polska: Master Film

Reżyseria: Zbigniew Suszyński

Dialogi i tłumaczenie: Antonina Kasprzak

Dźwięk i montaż: Jacek Osławski

Kierownictwo produkcji: Julian Osławski

Wystąpili:
- Ryszard Olesiński – Scooby Doo
- Jacek Bończyk – Kudłaty
- Agata Gawrońska-Bauman – Velma
- Beata Jankowska-Tzimas – Daphne
- Jacek Kopczyński – Fred